# 黄火星
黄火星（1909年7月11日—1971年4月27日），字以和，男，江西乐安人，中国人民解放军中将，1955年获二级八一勋章、一级独立自由勋章、一级解放勋章。

## 生平
原姓陈，7岁随祖父、祖母由河南逃荒到江西。被卖给景德镇一黄姓窑工当养子。1930年10月参加红军。1930年11月入团，改名黄火星。1931年1月入赣东北葛源军政学校学习。1931年4月转党。历任弋阳第四游击大队政委。
国民革命军陆军新编第四军（新四军）组建初期共有八个团，黄火星任第三团团长。
黄火星担任过福建军区第三军分区政委。抗日战争全面爆发后，先后担任了新四军第二支队第三团团长、新编第二支队政委、第七师政治部副主任和第十九旅政委等职，1955年被授予中将军衔。